# Paynesville (Victoria)
Paynesville is een plaats in de Australische deelstaat Victoria en telt 2967 inwoners (2006).